# Tunnel d'eau de Dahuofang
Le tunnel d'eau de Dahuofang (chinois simplifié : 大伙房输水工程引水隧道) est un tunnel construit dans la province du Liaoning en Chine pour acheminer de l'eau du réservoir de Fushun vers les villes de Shenyang, Fushun, Liaoyang, Anshan, Panjin, Yingkou et Dalian.
Sa construction a débuté en septembre 2006 et s'est achevée en avril 2009. Il s'agit d'un plus long tunnel de transport d'eau du Liaoning avec une longueur de 85,3 km pour un diamètre de 8 mètres. Son coût de construction est estimé à 5,2 milliards de yuans.
Des extensions du réseau de canalisations sont régulièrement construites pour étendre les zones desservies.
La construction de ce tunnel est intégrée au projet de transfert des eaux initié par le Programme Sud-Nord de transfert d'eau et ses développements vers les provinces du nord de la Chine.